# Glacier Worthington
Pour les articles homonymes, voir Worthington.
Le glacier Worthington, en anglais Worthington Glacier, est un glacier d'Alaska aux États-Unis qui se trouve près du col Thompson, au sud-est de l'État.
Il est situé sur la Richardson Highway à 46 kilomètres à l'est-nord-est de Valdez et a été inscrit au  National Natural Landmark. Il est un des rares glaciers américains à pouvoir être accessible directement depuis la route. Son front glaciaire est divisé en deux digitations dont les eaux donnent naissance à de courts torrents qui alimentent le ruisseau Ptarmigan, un affluent de la rivière Tsina.

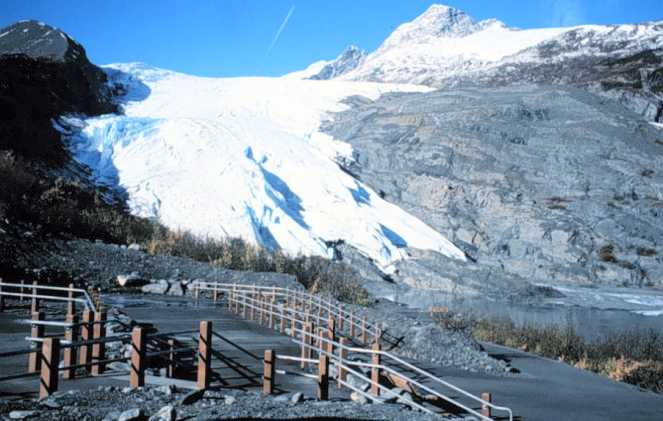
Le glacier Worthington à une date inconnue où il était plus avancé qu'aujourd'hui.

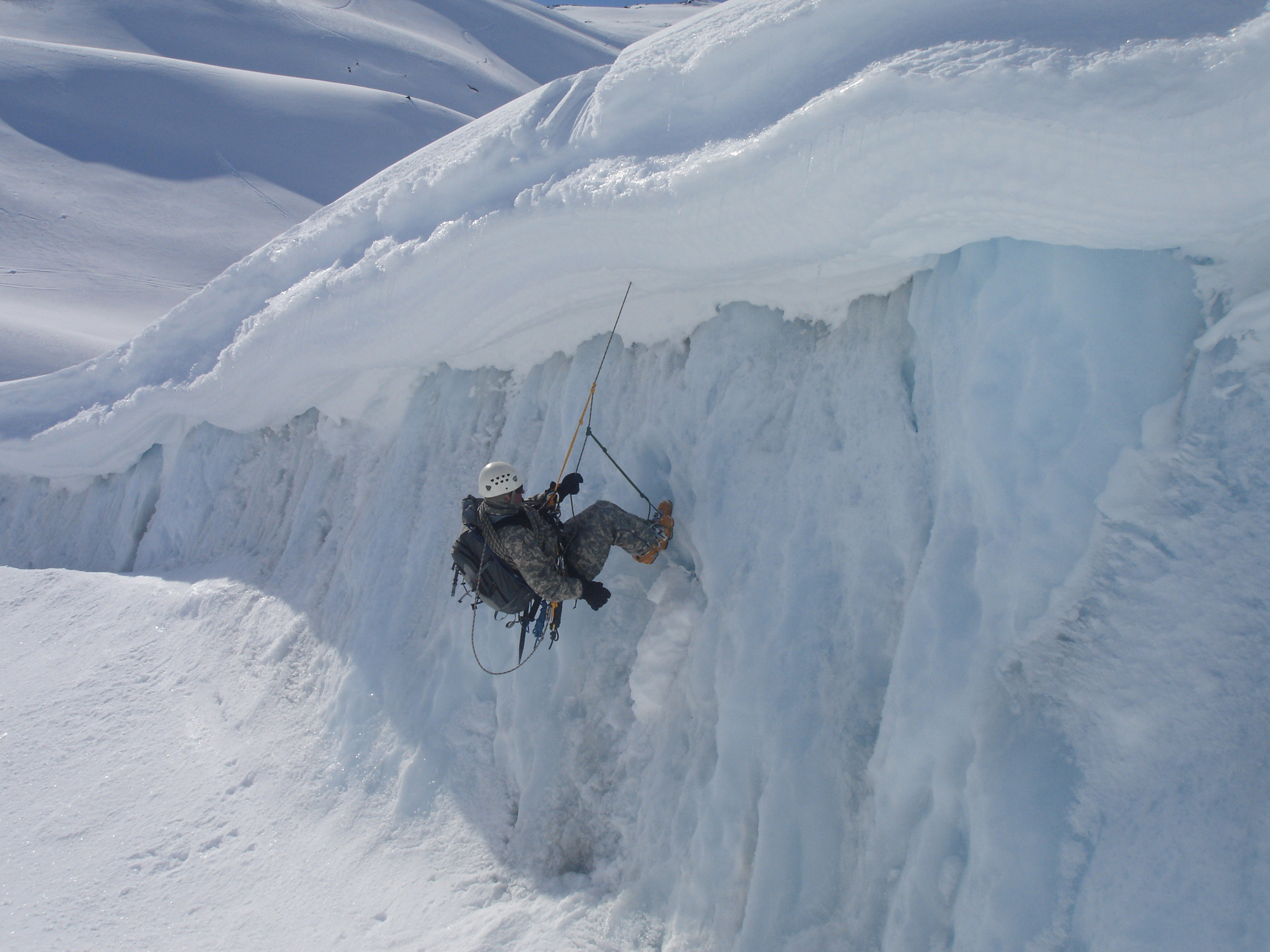
Escalade glaciaire au glacier Worthington.